# Andy Biersack
Andrew Dennis „Andy Biersack "sau "Andy Black" (n.26 decembrie 1990, Cincinnati, Ohio) este un cântăreț și pianist american. El este fondatorul și solistul formației americane de rock Black Veil Brides, fiind membru fondator. În mai 2014, el a demarat un proiect de muzică solo sub numele Andy Black. Ca un copil, Andy a crescut ascultând și a fost influențat de trupe precum Kiss și Motley Crue și a vrut să creeze o trupa care ar fi o combinație a trupelor pe care el le-a iubit.
Pe data de 15 aprilie 2016 acesta se căsătorește cu Juliet Simms.

## Discografie

### Albume de studio
| Titlu           | Detalii | Poziție de vârf | Poziție de vârf |
| Titlu           | Detalii | US              | AUS             |
| --------------- | --- | --------------- | --------------- |
| The Shadow Side | - Lansat: 6 mai 2016 - Casă de discuri: Republic Records, Lava Records - Formaturi: Descărcare digitală, CD | 22              | 23              |

## Legături externe
- Twitter
- Facebook
- Instagram
- Spotify
- Andy Biersack la Internet Movie Database